# Loukov (ort i Tjeckien, Zlín)
Loukov är en ort i Tjeckien.   Den ligger i regionen Zlín, i den östra delen av landet, 250 km öster om huvudstaden Prag. Loukov ligger 342 meter över havet och antalet invånare är 941.
Terrängen runt Loukov är platt åt nordväst, men åt sydost är den kuperad.Runt Loukov är det ganska glesbefolkat, med 26 invånare per kvadratkilometer. Närmaste större samhälle är Přerov, 19,9 km väster om Loukov. I omgivningarna runt Loukov växer i huvudsak blandskog.